# Contrato administrativo
Contrato administrativo ou contrato público é o instrumento dado à administração pública para dirigir-se e atuar perante seus administrados sempre que necessite adquirir bens ou serviços dos particulares.
Contrato é o acordo recíproco de vontades que tem por fim gerar obrigações recíprocas entre os contratantes. Assim como o particular, o Poder Público celebra contratos no intuito de alcançar objetivos de interesse público. 
A Constituição Federal, em seu art. 37, XXI, vincula as contratações realizadas pela Administração ao processo licitatório, salvo em casos específicos previstos na legislação vigente. Dessa forma, as contratações do ente público são regidas pela Lei nº 14.133/21, que revogou a Lei nº 8.666/93 de 21 de junho de 1993 em 30 de dezembro de 2023. A Lei nº 8.666/93, também conhecida como Lei de Licitações e Contratos Administrativos, e suas alterações (Leis nºs 8.883/94, 9.032/95 9.648/98 e 9.854/99). A principal decorrência da Constituição e da Lei é que todas as compras devem ser antecedidas de um processo licitatório, existindo verdadeiro dever de licitar. Por exceção, há as modalidades ditas de contratação direta, chamadas de dispensa de licitação e inexigibilidade de licitação.
Os contratos celebrados pelo ente administrativo dividem-se em contratos administrativos e contratos civis (ou privados). No primeiro ocorre a supremacia da Administração sobre o particular uma vez que busca-se a concretização de um interesse público enquanto no segundo a Administração encontra-se análoga ao particular.
O contrato civil (ou privado) da administração caracteriza-se por ser um acordo de vontade entre um particular e a Administração que submetem-se ao regime jurídico de Direito Privado uma vez que o ente administrativo encontra-se em condições análogas ao particular, ou seja, aplicam-se a esses contratos o disposto no Código Civil. Contudo, segundo José dos Santos Carvalho Filho, essa forma de contrato está praticamente extinta uma vez que a Lei nº 8.666/93 enquadrou todos os tipos de contratos da administração em seu regime.
O contrato administrativo caracteriza-se por ser um acordo de vontades entre um particular (objetivando o lucro) e a Administração que submetem-se ao regime jurídico de Direito Público, instruído por princípios publicísticos, contendo cláusulas exorbitantes e derrogatórias do direito comum. São cláusulas exorbitantes: a alteração unilateral, rescisão unilateral, fiscalização, aplicação de penalidades, anulação, retomada do objeto, restrições ao uso do princípio da exceptio non adimpleti contractus (exceção do contrato não cumprido).

## Contratação direta
A Lei de Licitações e Contratos prevê os casos em que a Administração pode realizar a contratação direta por meio das dispensas e inexigibilidades de licitações.
Para a instauração das dispensas ou inexigibilidades, além do preenchimentos dos requisitos legais, faz-se necessário a realização de procedimentos tais como o parecer jurídico da assessoria jurídica da Administração, a justificativa da compra, a reserva orçamentária, dentre outros.